# Urbex

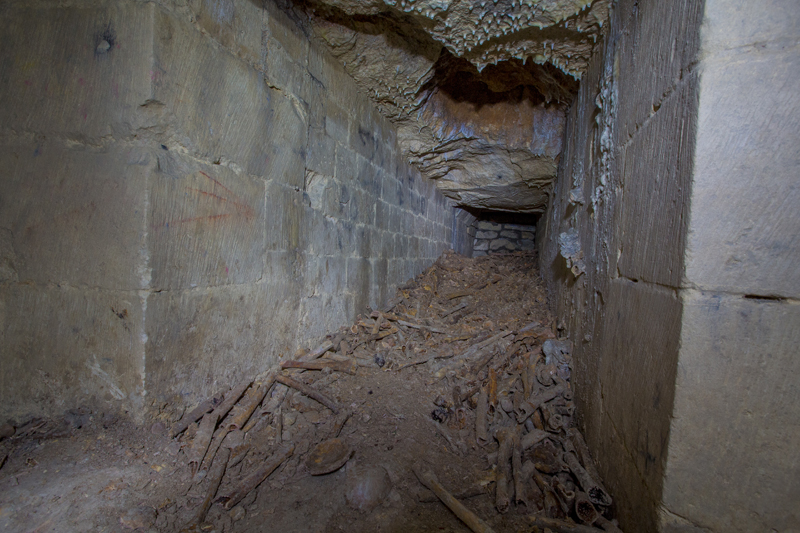

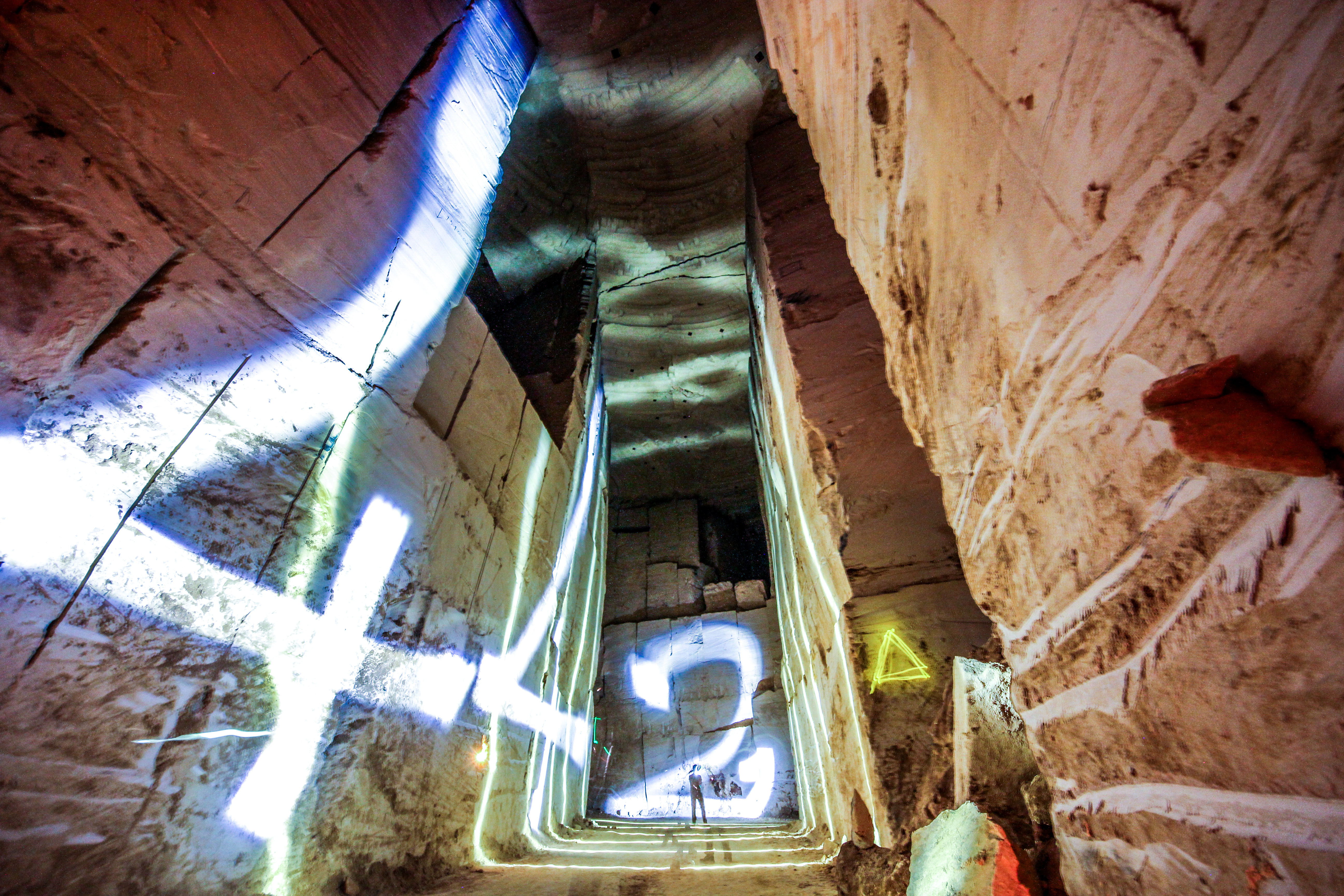

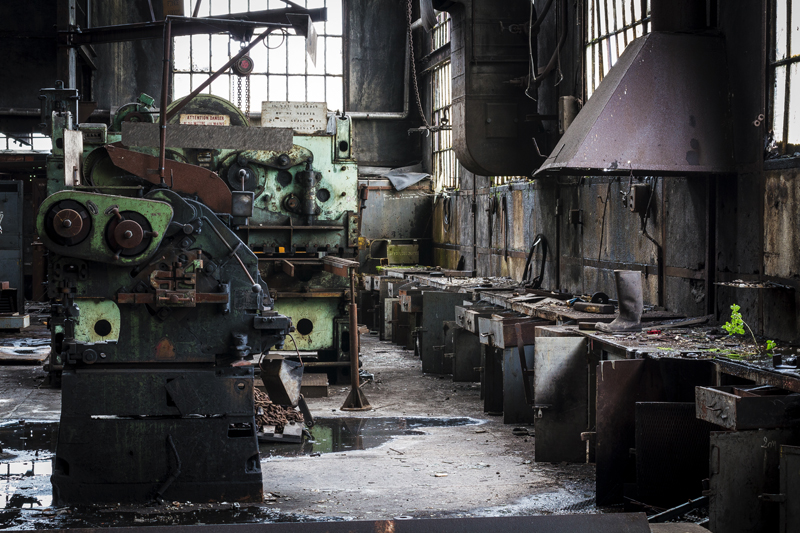

L'Urbex, també anomenat exploració urbana o urban exploring (UE), és una activitat consistent en la visita i exploració de llocs abandonats o en desús, com edificis industrials, hospitals, escoles i ciutats fantasma, construccions inacabades, instal·lacions militars, cases abandonades o barris deshabitats.. Aquesta pràctica pot ser motivada per interessos fotogràfics, històrics o per l'adrenalina de descobrir llocs que estan tancats al públic en general o satisfer el simple interès en la recerca. Aquest fenomen té relació amb la subcultura jove.
La crisi i l'abandonament han fomentat aquest tipus d'oci, conegut com a turisme industrial a Rússia o Diggering en altres països de l'est, encara que el terme més extens és l'exploració urbana. L'exploració urbana també és coneguda com a infiltració, encara que alguns consideren que aquest terme està més estretament associat amb l'exploració de zones amb activitat o llocs habitats. Per realitzar aquesta pràctica, els exploradors accedeixen a aquests llocs mitjançant claveguerams, finestres, balcons, entre altres vies d'accés.
Els exploradors urbans solen portar equip de protecció i seguir normes de seguretat per evitar accidents, ja que els llocs que es visiten solen estar en ruïnes i presentar riscos per a la seguretat. Solen freqüentar llocs amb clars signes de decadència, enfrontant-se a la possibilitat de patir accidents o de detenció i càstig per violació de propietats o transgressió de normes i lleis dels llocs o regions explorades. Altres riscos comuns que poden trobar els exploradors urbans són els vagabunds agressius.
L'exploració urbana ha estat objecte de crítiques per part de persones que argumenten que aquesta activitat pot ser perjudicial pel patrimoni històric i cultural dels llocs que es visiten, ja que els exploradors poden destruir o robar elements dels edificis que visiten, danyant la seva integritat. A més, algunes pràctiques d'exploració urbana poden ser considerades com a violació de propietats i traspàs de normes i lleis dels llocs o regions visitats.